# Marimbol

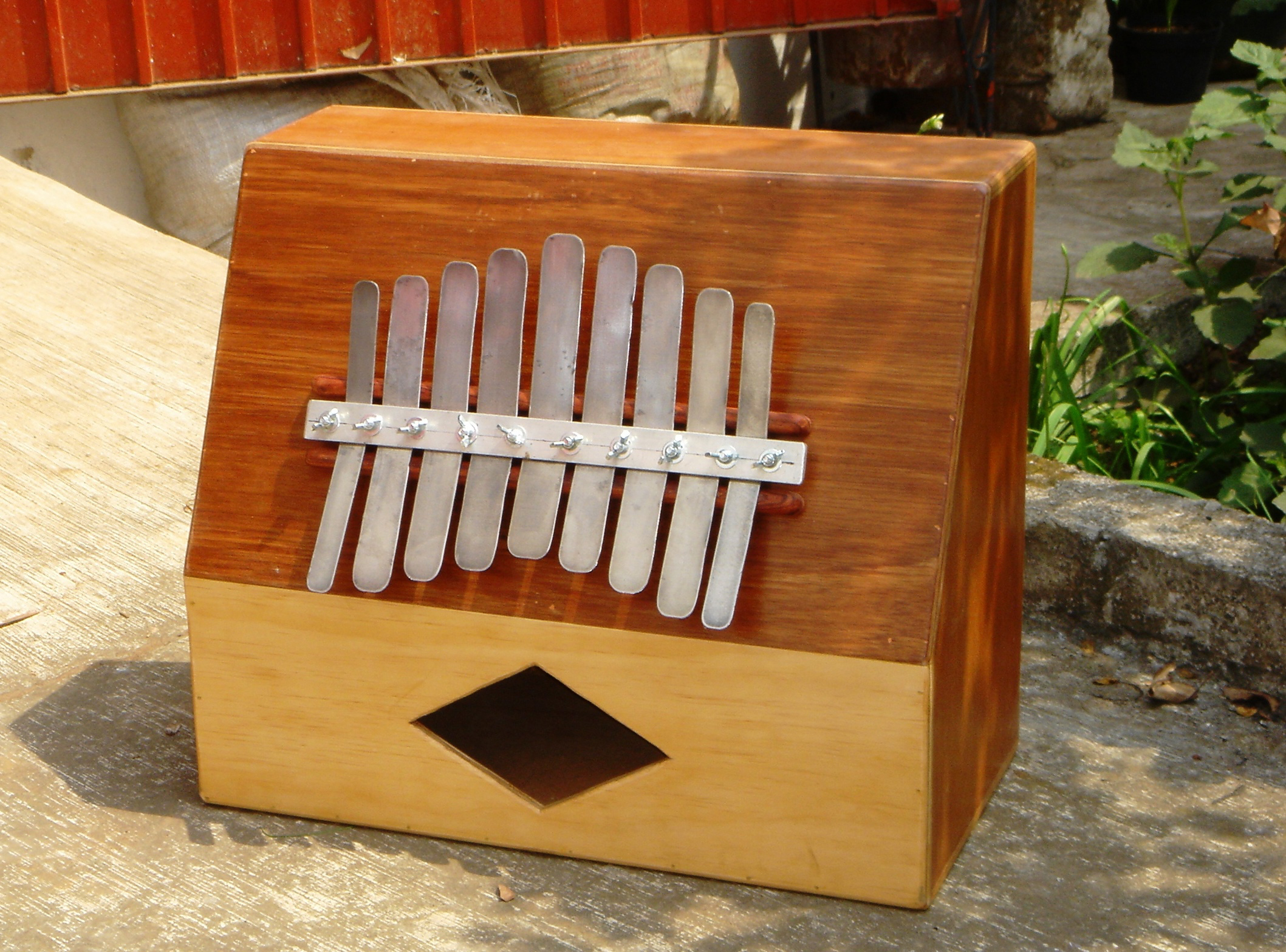
Marimbol jarocho fabricado a partir de un antiguo prototipo de origen puertorriqueño.

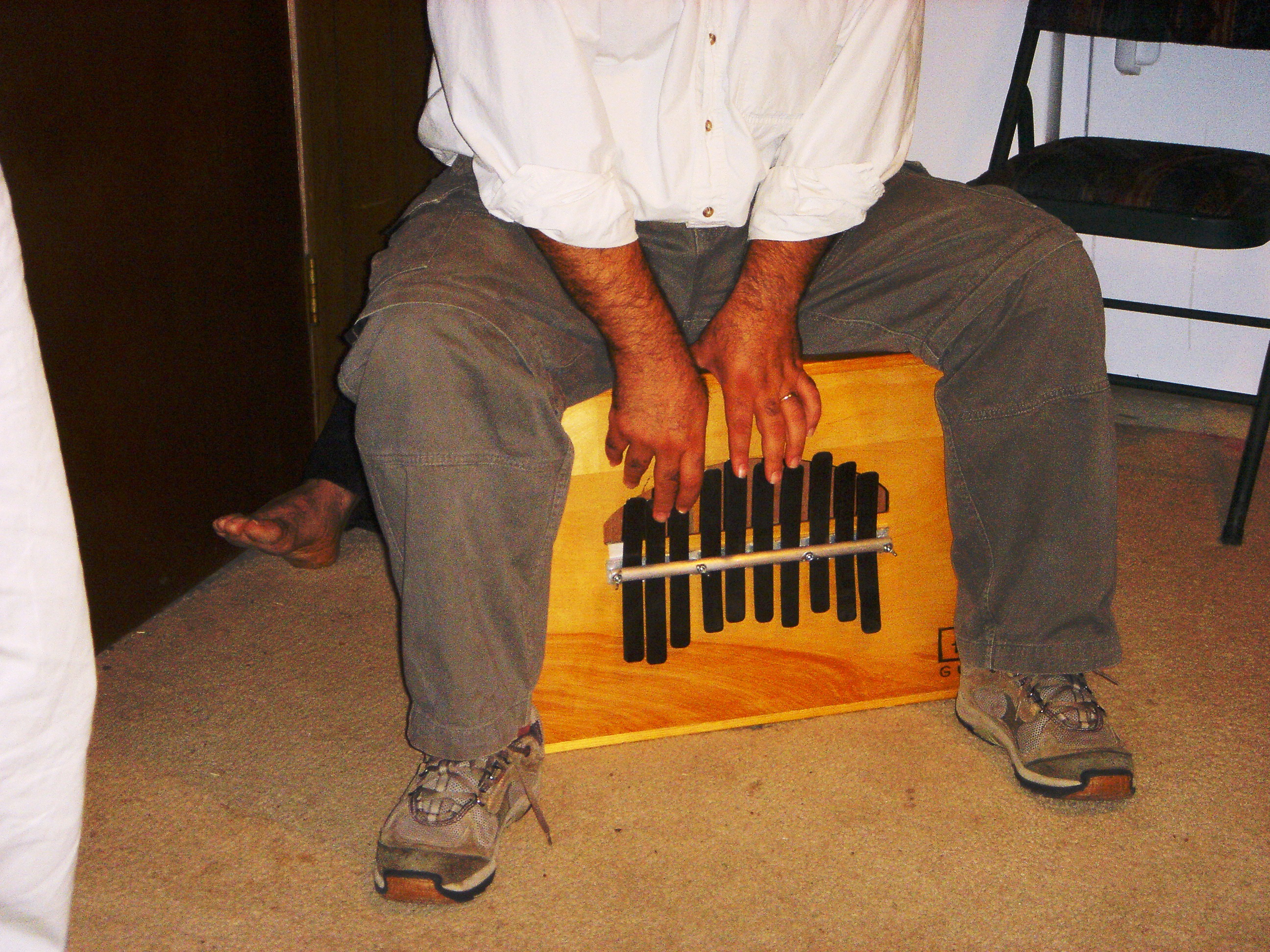
El marimbol puede ser lo suficientemente grande para sentarse.

El marimbol, marímbula o marimbola es un instrumento musical idiófono. Consiste en una serie de placas de metal adheridas a una caja de resonancia que al tocarlas producen sonido. Es un instrumento lamelófono originado a partir de la sanza africana y emparentado con la marimba, palabra de etimología compartida.

## Orígenes
El marimbol es un instrumento musical que pertenece a la familia de las llamadas genéricamente "Sanzas", grupo al que Erich von Hornbostel y Curt Sachs clasificaron como 'idiófonos-lameláfonos', o, simplemente, 'lameláfonos'. Corresponde a instrumentos que pueden presentar formas, tamaños, funciones y designaciones diversas, tanto en África como en América, pero cuya estructura es, en lo fundamental, una misma: una serie afinada de lengüetas que suenan al ser pulsadas. A esta categoría pertenece cada unos de los prototipos africanos designados con vocablos tales como mbira, madiumba, lukembe, sanza, cisanji, kalimba, kongoma, matepe, prempensuah, entre otros muchos, así como a su versión americana, el criollo marimbol o marímbula, entre otras varias denominaciones locales que este instrumento recibe en nuestro continente.
La pequeña sanza africana corresponde a un concepto organológico oriundo exclusivamente de aquel continente, no habiéndose constatado la presencia anterior o simultánea de este diseño en ninguna otra región del mundo, hecho asombroso en sí mismo dado que en la historia de la humanidad lo natural ha sido que el ingenio del hombre tienda a desarrollar ejemplares de instrumentos locales que -si bien presentan características particulares que lo distinguen- pueden ser equiparados a otros desarrollados de manera independiente en culturas y latitudes muy diversas, como ha sucedido, por ejemplo, con la infinita variedad de flautas, tambores o resonadores creados por pueblos que no han tenido contacto entre sí.
La mbira o sanza africana es un instrumento melódico muy popular y antiguo en el África negra, cuyo concepto constructivo y musical surgió hace muchos siglos y fue traído a América por la población esclava, reapareciendo en Brasil a finales del siglo XVIII en Brasil (en donde se le conoció con los nombres de marimba, madimba de Betsch, sanza o guincangue). Y -a partir del siglo XIX- en Cuba (marimba, marímbula), Estados Unidos (marimba Brett), Haití (manouve), Puerto Rico (marimba), México (marimbol), Uruguay (quisanche), y Surinam único país americano en el que actualmente existe en su versión original africana y en donde recibe el nombre de kede-benta o papai bemta. 

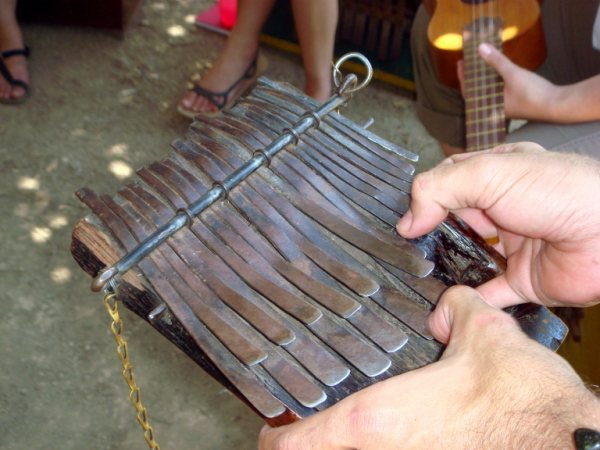
Sanza africana procedente de Zimbabue.

Este genuino instrumento africano fue conocido y utilizado en estos países de nuestro continente por más de un siglo, siendo muy significativo además que tal presencia fuera particularmente familiar en ciudades portuarias americanas que se distinguían por tener gran tráfico comercial y ser puntos importantes de enlace internacional, como fueron los puertos fluviales de Nueva Orleans y Montevideo, en los marítimos de Río de Janeiro o Pernambuco -en donde esas sanzas alcanzaron, por cierto, una difusión y popularidad notables-, y en los de La Habana o Matanzas, ciudades todas con innegable presencia negra y variadísima representación étnica y cultural, y en donde las manifestaciones musicales alcanzaron niveles de originalidad y riqueza excepcionales.
Por su parte, el marimbol, marimbola, marímbula, marimula, madimba, rumba box, marimba (como también se le llama en algunos lugares) -entre otros varios nombres que presenta- es un instrumento musical derivado de aquella pequeña sanza africana, el cual apareció por primera vez en América en la región más oriental de la isla de Cuba durante la primera mitad del siglo XIX, propagándose a partir de la segunda década del siglo XX por varias naciones del Caribe, así como en unos pocos países de América continental. 
Es usado como instrumento de acompañamiento en agrupaciones, tanto campesinas como urbanas, que interpretan música popular bailable, aunque excepcionalmente ha sido utilizado con fines ceremoniales en algunos cultos religiosos afroamericanos. Es el encargado de hacer los registros bajos en géneros musicales tradicionales y consiste a una caja de madera de grandes dimensiones que amplifica el sonido producido por la oscilación de la serie de lengüetas metálicas que posee. Dentro de la agrupación musical realiza las funciones correspondientes a la de un instrumento armónico y rítmico, con un énfasis evidente en lo percutivo. En nuestro continente el marimbol se desprendió de la función melódica y del carácter de solista que caracterizaba a sus ancestros africanos, pasando a ser un instrumento acompañante. 

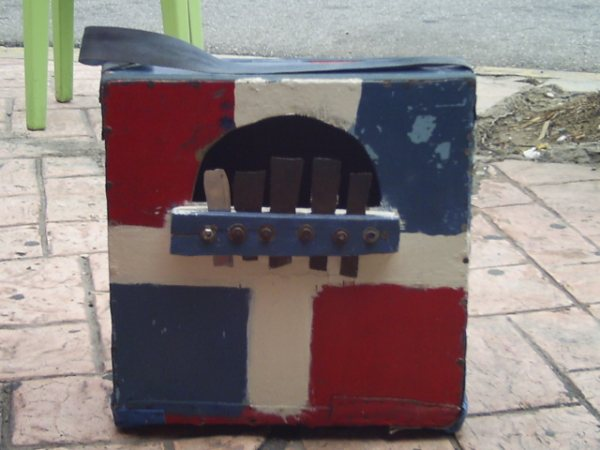
Marimba de República Dominicana usado para acompañar el merengue tradicional.

Actualmente su presencia puede ser constatada en una decena de países americanos, distribuidos en unos pocos del continente -Colombia, Venezuela y México-, y, principalmente, en varias de las islas caribeñas, en naciones como Cuba, Haití, República Dominicana, Jamaica, Puerto Rico, Trinidad-Tobago y Aruba-Bonaire, lugares en los cuales el marimbol ha perdurado relativamente activo formando parte de expresiones musicales vinculadas al ambiente campesino, como sucede con el changüí, en Cuba, o el merengue tradicional de República Dominicana o de Haití o el Son jarocho, en Veracruz, México.

## Descripción del instrumento
Desde el punto de vista organológico, corresponde a una caja de madera que funciona como resonador y cuyas medidas aproximadas pueden ser de unos 60-80 cm de largo, 40 cm de alto y 20-25 cm de profundidad, hasta los ejemplares más grandes, de casi 1 metro de ancho, 50-55 cm de alto y 25-30 cm de profundidad, como los que existen en el sur del estado de Veracruz, México. 
El sonido del instrumento es producido por un dispositivo llamado Teclado, el cual consiste en un juego de flejes o lengüetas hechas de láminas de acero templado emplazado en una de sus caras y fijado en un punto de su longitud al cuerpo del instrumento por medio del Puente, quedando libres ambos extremos de cada lámina, uno de los cuales es pulsado con los dedos para hacerla vibrar mientras el ejecutante permanece sentado sobre la caja o de pie detrás del instrumento, el cual descansa sobre un atril.

No existe consenso sobre el diseño particular que el marimbol debiera tener por lo que es común encontrar diferentes medidas, formas estilísticas, número de lengüetas o perforaciones acústicas, así como detalles decorativos. Sin embargo, casi todos los ejemplares adoptan la traza geométrica del paralelepípedo, diseño que se ha popularizado tanto por razones de carácter económico (es mucho más fácil, rápido y barato construir esta figura que otra distinta), como práctico (por resistencia, durabilidad y comodidad para su transporte). Con cajas de resonancia con forma de trapecio isósceles o, incluso, de trapecio isósceles invertido también es posible encontrar algunos pocos ejemplares, aunque los menos comunes son aquellos que presentan forma circular, como sucede, por ejemplo, con un ejemplar utilizado por un grupo de músicos indígenas pertenecientes al pueblo mixe que habita en el estado de Oaxaca, al sureste de México.

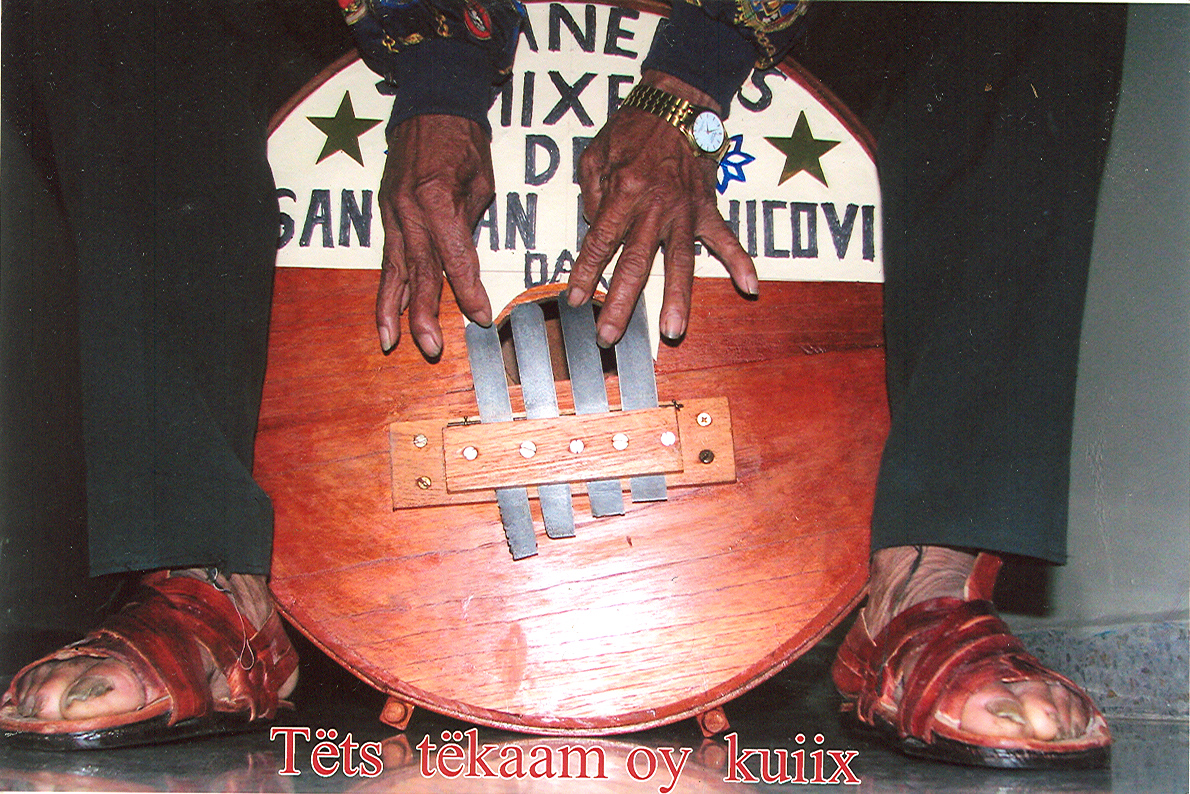
Marimbol mixe procedente de San Juan Guichicovi, Oaxaca, México.

## Partes fundamentales de un marimbol

### Caja de resonancia
Generalmente tiene forma rectangular y es lo suficientemente grande y sólida como para que el ejecutante pueda sentarse sobre ella al momento de hacerlo sonar. La caja es casi en su totalidad elaborada con maderas porosas y livianas (como el cedro o el pino), aunque también puede emplearse en su construcción variedades forestales más compactas y pesadas (como el granadillo, el chicozapote o el chagane). Por su bajo precio y disponibilidad de medidas las planchas de madera laminada o triplay también son un material muy socorrido entre los constructores. Excepcionalmente, se las puede fabricar aprovechando envases o contenedores de madera, como los cajones usados para transportar mercancías.

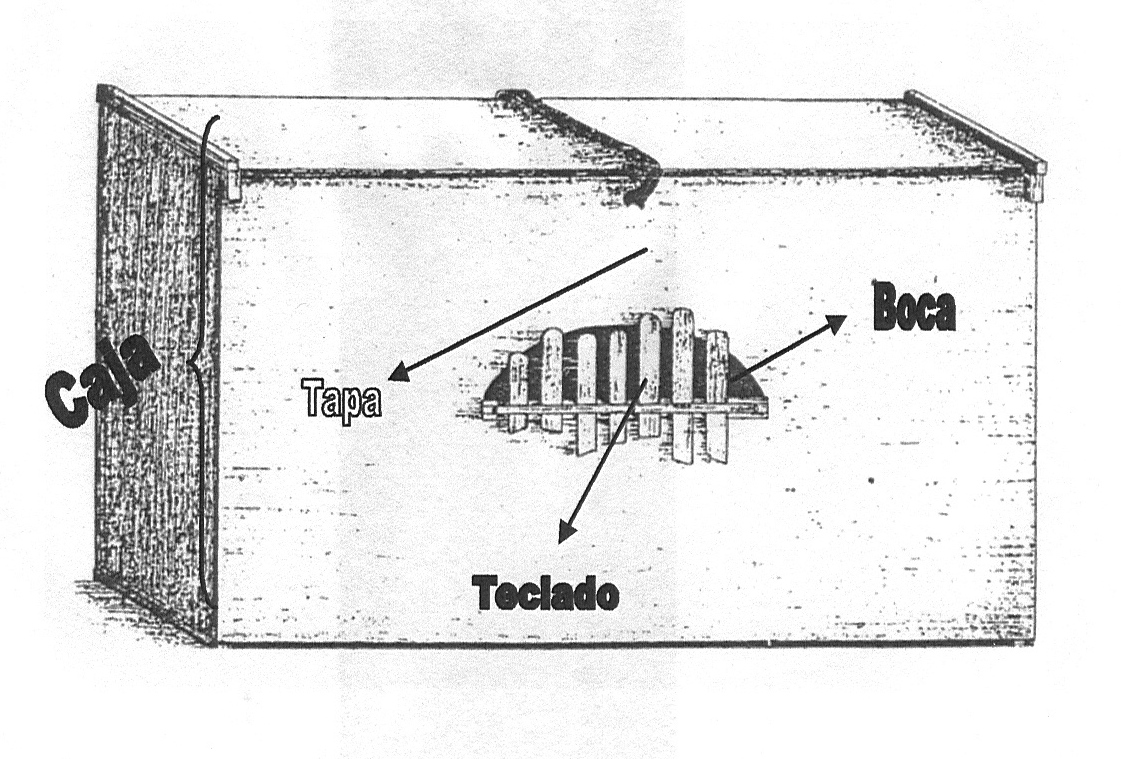
Partes principales de un marimbol.

### Boca
Corresponde a uno o varios huecos por el cual escapa el sonido amplificado de la Caja. 
El diseño más común en América contempla la inclusión de una sola Boca por donde sale el sonido de la caja de resonancia, aunque no es raro encontrar ejemplares con dos y hasta tres cavidades situadas en la parte frontal del instrumento o distribuidos entre ésta y los costados de la caja. Cuando se trata de una sola, ésta se encuentra ubicada generalmente sobre la Tapa, en la misma cara sobre la que se fijan las lengüetas, a una distancia equidistante de los bordes, prefiriéndose las formas de círculo, triángulo, cuadrado, rombo o de media luna, como se estila en Veracruz. Coincidentemente, este último diseño también es muy socorrido en algunos países africanos -como Gabón y la República Democrática del Congo- por tener una significación religiosa profunda vinculada al reconocimiento de la luna como símbolo de entidad femenina superior.
Aparte de estas figuras de sencilla fabricación, también es posible hallar ejemplares con formas más sofisticadas, como la de corazón o la que se asemeja a una cúpula árabe, por ejemplo.

### Teclado
Formado por una serie de flejes que conforman el mecanismo productor del sonido, el cual va emplazado sobre la Tapa del instrumento. Las lengüetas son metálicas y se fijan a la cara anterior con la ayuda de un módulo que las sujeta por presión -el llamado Puente-, formado por los "Rieles" y la "Barra de Presión".
Es un instrumento diseñado ex profeso para ser afinado, característica que está dada por el hecho de contar con un mecanismo ideado para montar y fijar las lengüetas, lo cual se consigue colocando transversalmente sobre la Tapa -y, generalmente, en la parte inferior de la Boca- una, pero preferiblemente dos varillas paralelas de madera o metal (Riel superior e inferior), de un largo correspondiente al de la serie de láminas que forman el teclado.

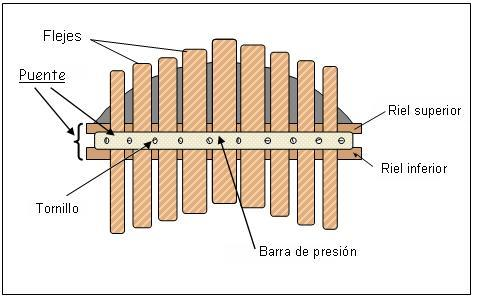
Vista frontal del Teclado mostrando sus partes constituyentes.

La afinación de la serie de lengüetas se consigue deslizando cada una de ellas a través del apretado espacio que queda entre los Rieles y la Barra de presión, dejando la parte libre de estas láminas -es decir, la sección que oscilará- con una longitud distinta para cada una de ellas, de tal manera que las lengüetas más cortas darán los registros más agudos, en tanto que las más largas, los más graves.
Los flejes pueden ser fabricados actualmente en una gran variedad de materiales y tamaños, aunque los hechos de acero templado son los preferidos entre los músicos, pues presentan la propiedad de ser flexibles, durables y contar además con cualidades acústicas que resultan muy convenientes para los propósitos del instrumento.
No existe un criterio universal para fijar las medidas correspondientes al ancho, al largo o al calibre de la lámina metálica que se usará, pues estas características dependerán, entre otros factores, de la disponibilidad y durabilidad de material existente. Por regla general, mientras más largo es el tramo vibrante de la lengüeta, más grave es el tono que produce. Asimismo, se prefiere las más anchas para los tonos más bajos y las más angostas para los agudos.
El número de flejes que un marimbol puede tener es muy variado y caprichoso. Las hay desde tres hasta otros provistos con trece o catorce láminas, o incluso más, aunque es común encontrar que la mayor parte de los ejemplares pueden llegar a tener series que van de cuatro a nueve lengüetas fabricadas invariablemente con tiras metálicas, acostumbrando pulsarlas desde afuera hacia adentro (en dirección al cuerpo del instrumento) con los dedos índice, medio y/o anular, casi nunca con los pulgares, a excepción de algunos pocos ejecutantes que suelen halar los flejes hacia fuera con el pulgar de una de las manos. En el caso de los ejemplares utilizados en Veracruz, este instrumento puede constar con teclados de siete, nueve o más flejes, que se afinan en la escala diatónica de Do mayor. 

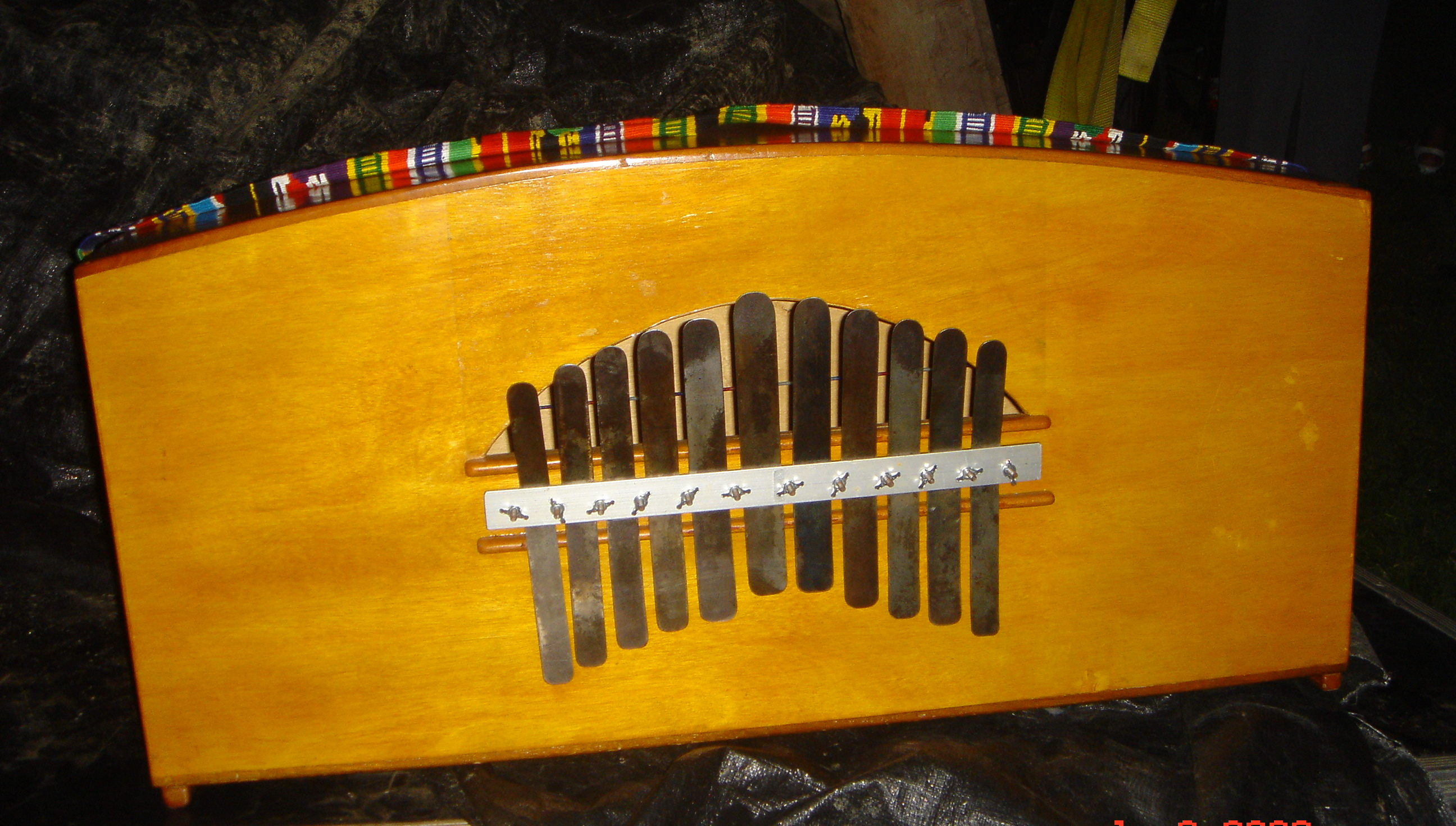
Marimbol jarocho de gran tamaño con Teclado Escalonado de 11 lengüetas, afinado en la escala diatónica de Do mayor.

En culturas en las que dominan conceptos fuertemente influenciados por estructuras musicales africanas (como sucede, por ejemplo, con el merengue campesino de República Dominicana o la música tradicional haitiana), los marimboles utilizados tienen series de flejes con menor número de lengüetas, por lo que es frecuente encontrar ejemplares que solo tienen tres, cuatro o cinco flejes. 

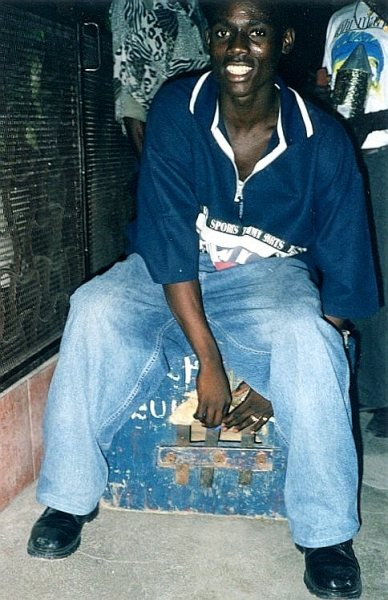
Marimbol haitiano de tres flejes.

La excepcional combinación de flejes metálicos con una caja de resonancia fabricada en madera ha dado nacimiento a un instrumento muy original, capaz de cumplir con funciones musicales no sólo armónicas, sino principalmente rítmicas, con una sonoridad muy particular que brinda al marimbol su timbre particular.

## Aparición del marimbol en América
El mestizaje que se originó entre las poblaciones negras y blancas de América hizo surgir expresiones rítmicas y armónicas enteramente nuevas que fueron el resultado del sincretismo cultural generado. Este complejo proceso de transculturación generó condiciones singularísimas que posibilitaron la irrupción de una sensibilidad artística y que requirió de medios de expresión propios capaces de poder transmitir una musicalidad inédita. Surgió, así, una nueva idiosincrasia musical nacida en tierras americanas que ayudó a fijar peculiares rasgos del alma de los pueblos involucrados. 
Tales condiciones se dieron en lo que Argeliers León ha llamado 'el complejo del Son', proceso que se presentó en una enorme región geográfica caribeña en donde aparecieron formas musicales comunes que hoy conocemos como el Son y el changüí en Cuba, la plena en Puerto Rico, el merengue en República Dominicana y Haití, el tamborito en Panamá y el porro en Colombia. 
Esta situación planteó necesidades musicales nuevas que terminaron por relegar las pequeñas sanzas que habían aparecido en nuestro continente durante los siglos XVIII y XIX, desplazando este grácil instrumento de la sensibilidad que se forjaba: se aprovechó el diseño organológico del instrumento original, pero se le asignó una función instrumental nueva y diferente, reemplazándolo de manera definitiva por lo que actualmente en América conocemos, entre otros nombres, como marimbol o marímbula. 
La original adaptación que la sanza africana sufrió en América significó la instauración de un cambio cualitativo en este instrumento, lo que originó uno de naturaleza distinta. No fue, por ello, una reproducción americana ni una copia aumentada de su antecedente africano, sino el resultado directo de concebir la idea de un instrumento nuevo y distinto, uno de origen afroamericano, particularmente a partir de la consolidación del género del Son en Cuba en la segunda mitad del siglo XIX.
No solo creció de tamaño con respecto a su ancestro africano, sino que transformó radicalmente sus antiguas funciones en los ámbitos musical y social: dejó de ser un instrumento melódico y pasó a ser uno rítmico-armónico; aumentó su sonoridad; disminuyó el número de sus flejes; cedió el lugar privilegiado de instrumento solista para asumir el de acompañante; abandonó sus agudas y melodiosas voces hasta adquirir la profundidad del registro bajo, sonado de manera percutida; renunció, hasta casi desaparecer, a sus solemnes funciones rituales, para terminar animando tertulias en las que el propósito fundamental es la recreación y el afán lúdico; dejó de estar sostenido entre las manos del ejecutante africano y se transformó en instrumento-taburete del músico criollo; se enriqueció musicalmente al complementar el carácter pulsativo de sus flejes con la función percutiva que el músico hizo nacer al golpear sobre sus costados con la palma de su mano, ahora libre, reforzando la base rítmica, ampliando sus posibilidades y transformándolo -como dice Fernando Ortiz- en una "marímbula-cajón". No fue simplemente un cambio de apariencia; se trató de una transformación radical del ancestro africano que originó un instrumento desconocido hasta entonces, afectando -de paso- su fisonomía. 
A diferencia de lo que hasta hoy en día acontece en África -en donde las sanzas presentan una diversidad morfológica muy grande que se refleja en la utilización de decenas de nombres distintos-, en nuestro continente se da una relativa estandarización de las designaciones empleadas que se corresponden con una relativa uniformidad de sus diseños, siendo los apelativos de uso más generalizados precisamente aquellos derivados o emparentados con el uso de la partícula «ma» y de la raíz «imba» -ambas de origen bantú-, que entran en la construcción de nombres tales como marimbol, marimba, marímbula, marimbola, marímbola, madimba, malimba o manimba, las cuales presentan una estrecha y evidente relación fonética entre sí, al tiempo que todos ellos hacen referencia directa a este lameláfono de origen americano.
Fue en las áreas campesinas de la región oriental de la isla de Cuba en donde los complejos procesos de interacción cultural comenzaron a mostrar el mayor desarrollo y en donde –a juzgar por los reportes disponibles- todo parece indicar que el marimbol hizo su aparición en América en las primeras décadas del siglo XIX. En esta región de evidente poblamiento africano de origen bantú aparecieron las formas musicales primigenias de lo que más tarde daría nacimiento al Son cubano (los llamados 'nengón' y 'kiribá'), género que -de acuerdo con el musicólogo cubano Danilo Orozco- se habría originado probablemente en la sexta década, pero, con toda seguridad, durante la séptima década del siglo XIX.
En ese extenso territorio cubano confluyeron elementos culturales de origen hispánico (principalmente canario-andaluz) y africano (fundamentalmente bantú) que posibilitaron una manera peculiar de hacer la música. Núcleos de modestos campesinos formados por familias de larga tradición musical que vivían dispersos en aquella región y que eran el resultado étnico de la mezcla de blancos y negros, fueron sus portadores y principales focos de producción de un género que nacía y que fue conocido con el nombre de 'son montuno' o 'manigüero' (por venir de la "manigua, o zonas tropicales selváticas alejadas), difundiéndose a través de toda clase de fiestas, reuniones sociales y eventos de variado tipo que servían de eficaz espacio de intercambio, difusión y consolidación de las formas de hacer la música, de cantar y de bailar, así como de maneras características de ejecutar una serie de instrumentos regionales.
El interés por contrapesar la gama de sonidos agudos de esta expresión sonera original (guitarra, tres, voz), la necesidad de apoyar al resto de la agrupación con sonoridades bajas y la conveniencia de brindar una base rítmica adicional al ensamble determinó que el músico concibiera la idea de transmutar la función del instrumento original -la pequeña sanza oriunda del África- en marimbol. Así, este instrumento se adaptó de manera novedosa a los nuevos requerimientos y sensibilidades musicales, llegando incluso a usarse hasta en las propias orquestas de danzón, como sucedió con los primeros grupos de músicos cubanos que cultivaron este popular género en la isla allá por el año 1880.
Una de las variantes rítmicas originales del moderno Son es el changüí, el que representa un ejemplo manifiesto del complejo y prolífico proceso de mestizaje entre blancos y negros que se dio al interior de Cuba, en el que los diversos aportes musicales y líricos se fundieron entre sí aderezados por aquellos otros venidos desde afuera de la isla -como sucedió con los elementos culturales afro-franceses que comenzaron a llegar masivamente al oriente cubano desde Haití, a finales del siglo XVIII-, encuentro que produjo efectos rítmicos, melódicos y armónicos sorprendentes por su encanto y originalidad. Este género musical que con fuerza creciente perdura hasta el día de hoy continúa interpretándose con una dotación instrumental muy similar a la que se utilizó en sus inicios para alegrar las fiestas campesinas y las tertulias de los barrios y caseríos de aquella región oriental. En estos grupos changüiseros, el marimbol (o marímbula como acostumbran nombrarle) no solo ha llegado a ser una característica fundamental de la dotación instrumental, sino un elemento musical identitario. 
Desde el inicio del proceso de conformación del Son y por un cierto periodo, los tríos, cuartetos, quintetos y hasta sextetos de Son cubano usaron la marímbula como instrumento encargado de los bajos, imponiendo una dotación instrumental que se hizo clásica en este tipo de agrupaciones. Estos formatos se difundieron internacionalmente a través de las muchas grabaciones comerciales que comenzaron a exportarse fuera de Cuba en la segunda y tercera décadas del siglo XX, siendo adoptados no solo por los conjuntos de Son -aunque estos fueron los principales y los más-, sino también por agrupaciones que interpretaban el punto cubano y otros subgéneros característicos de la música campesina, como la guajira. 
Así, el marimbol salió de Cuba, difundiendo y popularizando la imagen de este instrumento en otras islas del Caribe y en algunas naciones del continente americano, en muchas de las cuales las supervivencias africanas son evidentes y numerosas. El auge contagioso del Son cubano de aquellos primeros años se encargó de llevarlo a lugares muy distantes. Doquiera que la magia de este ritmo caribeño se hacía sentir, el marimbol se conocía, se aprendía a tocar y hasta se fabricaba. Así se propagó a través de las Antillas Mayores, llegando a Jamaica, a Haití (en donde algunos reconocen que era "importada de Cuba"), a Puerto Rico, a República Dominicana, y a las Antillas Menores, entre las cuales se cuenta parte de las islas de Barlovento (Trinidad, Tobago y Martinica) y parte del archipiélago que forman las islas de Sotavento, las llamadas Antillas Neerlandesas (Aruba, Bonaire y Curazao), en las cuales apareció como consecuencia de los flujos migratorios de trabajadores agrícolas.
Este instrumento también entró al continente y se hizo conocido en Colombia, a cuya costa atlántica llegó en la década de los treinta como resultado de la difusión internacional del Son cubano; En Venezuela, nación a la que -de acuerdo con el investigador Emilio Mendoza- la marímbola llegó procedente de las vecinas isla de Trinidad, probablemente en la tercera o cuarta décadas del siglo XX; en México, en donde hizo su aparición en el año 1928. Más aún, se tiene información de que por esa misma fecha se tocaba y hasta se construían marímbulas con los envases de madera usados para transportar naranjas y los resortes de los viejos colchones en los barrios latinos de la ciudad de Nueva York.

## Llegada del marimbol a México
Con el auge del Son cubano, la producción de fonogramas, la aparición de las estaciones radiales y la difusión internacional de este género durante la década de los años veinte del siglo pasado a cargo de los grupos más populares -el "Sexteto Boloña", el "Cuarteto Machín", el "Sexteto Nacional" y, particularmente, el "Sexteto Habanero", que impuso el formato instrumental y el estilo de hacer el Son-, esta música de modesto origen campesino conoció un auge inusitado que lo terminó por imponer en el gusto popular de muchas naciones al grado de implantar el uso de algunos de los instrumentos que formaban esa dotación sonera (tres, bongó, marímbula) en los géneros locales de aquellos países.
El marimbol llegó a México en el mes de marzo del año 1928 cuando un grupo habanero llamado 'Son Cuba de Marianao' llegó a la ciudad de Veracruz cargando sus instrumentos, la mayor parte de los cuales eran desconocidos en el país. Aparte del tres, el bongó y las maracas, entre éstos se contaba la marímbula, que hacía los registros graves de la agrupación. A principio de la década de los treinta la influencia ejercida por los músicos de dicha agrupación en aquel puerto había hecho escuela. A partir de su llegada a tierras mexicanas, los músicos y el público pudieron conocer los instrumentos propios de las agrupaciones soneras y a aprender a tocarlos y, con ello, a formar los primeros conjuntos en ese puerto. 
Desde aquella época este instrumento ha estado presente en expresiones musicales urbanas y campesinas, tanto mestizas como indígenas de varios estados del sureste de la República (Yucatán, Campeche, Quintana Roo, Chiapas, Veracruz, Oaxaca), aunque su presencia también se ha detectado en el pasado en ciudades del centro-occidente y norte del país, así como en la Ciudad de México.
El Marimbol en el Son jarocho
A pesar de haber transcurridos más de tres cuartos de siglo desde que este instrumento ingresó al país por las costas de Veracruz, la incorporación del marimbol a la música tradicional de la región centro-sur de este Estado no se realizó de manera decisiva sino hasta principios de la década de los años noventa del siglo pasado, cuando comenzó a ser nuevamente construido en el país, integrado a la dotación instrumental de algunos grupos y rápidamente popularizado en este género de auténtica raíz campesina, al grado de que actualmente esta región de Veracruz es el área del país en donde más se toca, y la música jarocha, el género musical que cuenta con el mayor número de grupos con marimbol, siendo numerosas las agrupaciones que lo han integrado de manera permanente a su dotación tradicional y que lo mantienen sonando no solo en Veracruz, sino también en parte de los estados de Morelos, Chiapas, Oaxaca, Tlaxcala y la Ciudad de México, así como entre las comunidades mexicanas residentes en ciudades de California, Illinois o Texas. 
Los músicos han integrado este genuino instrumento popular que había estado presente entre nosotros por un largo tiempo, pero que se hallaba al margen del inventario musical jarocho, incluyéndolo en este género musical y volviéndolo cada vez más familiar en fiestas campesinas y encuentros de jaraneros. Gracias al interés y al entusiasmo que han mostrado estos músicos por recuperarlo para nuestra cultura, el marimbol ha logrado ganar en pocos años una innegable presencia, irrumpiendo en una tradición cuya dotación instrumental había permanecido prácticamente invariable por casi tres siglos, integrándose vigorosamente a la guitarra de son y a las jaranas de distintos tamaños y timbres que desde siempre han caracterizado a este género. Hecho trascendental si consideramos que para una cultura tradicional esta circunstancia representa el reconocimiento expreso de un instrumento nuevo que la comunidad jaranera comienza a considerar como suyo, que acepta con respeto y mira con afecto. 

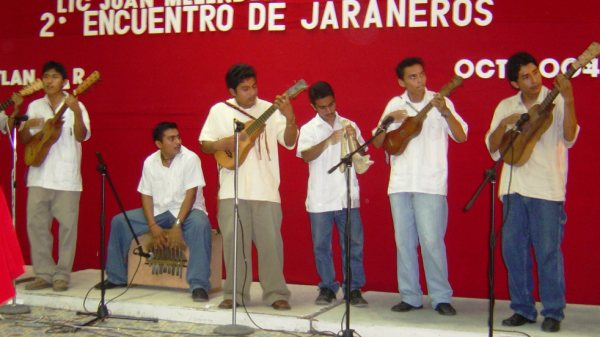
Grupo de Son jarocho con marimbol.

Tal ha sido su impacto en este medio de la música tradicional, que desde hace varios años se realizan talleres de ejecución de este instrumento, espacios de aprendizaje que han sido diseñados para brindar a los jóvenes músicos las bases prácticas y teóricas básicas necesarias para incorporarlo plenamente a este género y garantizar, con ello, su arraigo definitivo entre nosotros.
El marimbol tocado en Veracruz es un instrumento que lo hemos adoptado con las particularidades que determina una cultura como la nuestra, en donde confluyen elementos españoles, indígenas y africanos. A la preeminencia de la herencia europea sobre gran parte de los géneros musicales mexicanos se debe el hecho de que el prototipo que ha terminado por imponerse se caracterice por tener series amplias de lengüetas, particularidad que permite responder en mejor forma a los cambios armónicos que demanda la ejecución de un Son, así como hacer viable la interpretación de un repertorio relativamente extenso de piezas musicales en tonalidades diversas, tanto mayores como menores. 
La función armónica de este instrumento tiene aquí gran importancia, razón por la cual al vasto número de flejes que presenta se añade el requerimiento de una afinación precisa que debe estar en relación armónica directa con el resto de la dotación jarocha (compuesta de cordófonos, de manera casi exclusiva), al grado de requerir la ayuda de instrumentos ya afinados de antemano o del uso de afinadores convencionales para poner en concordancia el marimbol y las jaranas de diversos tamaños que forman parte de estos grupos de música tradicional. 
Debido a que una buena parte del repertorio de sones jarochos está en tono mayor y se suele interpretarlo principalmente en las tonalidades de Do o Sol, los marimboleros de Veracruz han adoptado la costumbre de utilizar una escala diatónica de Do mayor como sistema de afinación para este instrumento.
La distribución de la serie de lengüetas del marimbol se hace de acuerdo con un diseño en forma de "V" invertida o, más bien, de pirámide (razón por la cual hemos decidido llamarlo "piramidal"), que emplaza la nota más grave -y el fleje más largo- al centro del teclado, correspondiendo al Do; la nota Re al costado izquierdo de esta; el Mi, al lado derecho, el Fa, al izquierdo, y así sucesivamente, de manera alternada, en lugar de la distribución llamada "escalonada", consistente en acomodar cada fleje del instrumento, uno al lado del otro, yendo de la lengüeta más larga (de tono más grave) a la más corta (de tono más agudo), en la forma como estarían dispuestas las barras de madera en una marimba diatónica. 

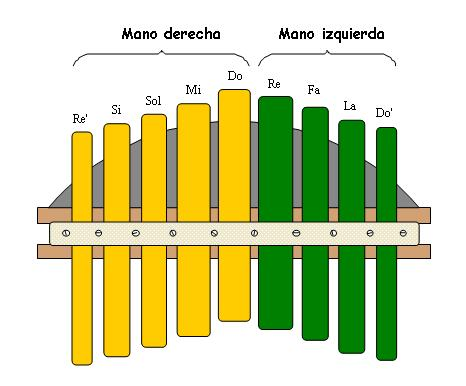
Distribución de las lengüetas en un teclado piramidal afinado en la
escala diatónica de Do mayor, en función de la mano encargada de pulsarlas

Al disponer los flejes en forma piramidal se consigue que las notas que forman la tríada de un acorde en la música tonal queden emplazadas una al lado de la otra, facilitando la ejecución y posibilitando el arpegiado. Así, por ejemplo, el acorde de Do se obtendrá pulsando con los dedos índice, medio y anular de la mano derecha el fleje central (la nota Do) y las dos lengüetas que están a su lado derecho (que corresponden a Mi y Sol). Con el propósito de enriquecer este acorde, de manera optativa podremos incorporar a la tríada el fleje correspondiente a la octava alta del Do central.

## Final

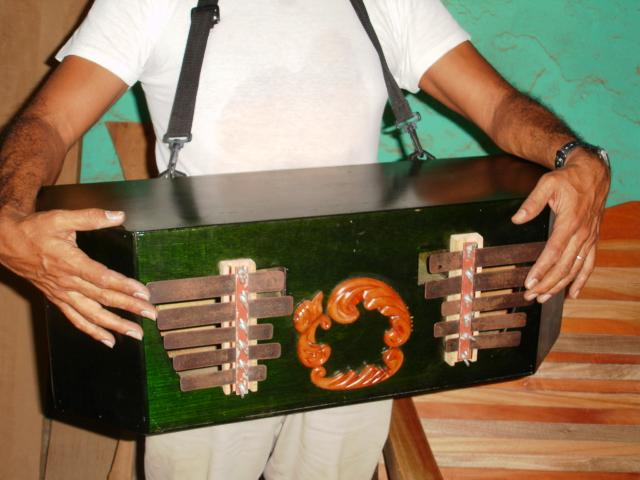
Original diseño de un marimbol jarocho colgante con teclado independiente para ambas manos.

El marimbol ha mostrado gran capacidad para persistir en el ambiente musical tanto rural como urbano de nuestro continente por una muy simple razón: se trata de un instrumento que está al alcance inmediato de los músicos populares, dado que es de manufactura sencilla y de bajo costo. Prácticamente cualquiera que tenga nociones básicas de carpintería está en capacidad de fabricar su propio instrumento, presentando las ventajas adicionales de ser fácilmente transportable y muy resistente. El alto costo que representa comprar un contrabajo, así como la fragilidad y gran volumen que tiene este instrumento -lo que dificulta seriamente su transportación- constituyen desventajas insuperables para la mayoría de los músicos populares.
Desde hace unos años ha nacido en el estado de Veracruz, México un interés inusitado por recuperar el marimbol para el Son jarocho, revitalizando la tradición de hacer sonar este instrumento que llegó por vía de Cuba.

## Citas
1. ↑  Rebolledo Kloques, Octavio. El marimbol. Orígenes y presencia en México y el mundo.
2. ↑  Del latín, «lamella»: 'lámina', y del griego, «phôno»: 'sonido'. Término utilizado para designar a ciertos instrumentos musicales provistos de un juego de láminas o lengüetas que se pulsan con los dedos para hacerlos sonar.
3. ↑  The New Grove Dictionary, servicio de consulta por Internet.
4. ↑  Citado por GALÁN, Natalio, Cuba y sus sones, Pre-Textos, Valencia, Esdpaña, 1ª reimpresión, 1997, p. 220.
5. ↑  ORTIZ, Fernando, La marímbula, Ed. Letras cubanas, La Habana, Cuba, 1995, p. 21.
6. ↑  En SADIE, Stanley (ed.), The New Grove Dictionary of Music and Musicians, MacMillan Publishers Limited, London, 1980, Vol. X, p. 406.
7. ↑  Se trata del trabajo de Donald Thompson, editado bajo el título de "A New World Mbira: The Caribbean Marímbula", aparecido en African Music Society Journal 5(4): 140-148, 1975-76, y citado por GANSEMANS, Jos, "Le marimbula, un lamellophone africain aux Antilles Néerlandaises".
8. ↑  Citado por Fernando Ortiz, opus cit., p. 8.
9. ↑  Fundación de Etnomusicología y Folklore (FUNDEF), Caracas, Venezuela. Sitio Web http://www.ivic.ve/fundef/nombre_de_instrumento/ked_benpap_ben_san.html Archivado el 2 de noviembre de 2004 en Wayback Machine.
10. ↑  Poliedro con seis caras paralelas e iguales de dos a dos.
11. ↑  Cuadrilátero con dos lados paralelos y dos no paralelos, parecido a la figura de una pirámide sin punta o truncada.
12. ↑  Esta técnica de pulsación de las lengüetas la hemos observado en algunos ejecutantes en República Dominicana, en agrupaciones de las llamadas "Perico Ripiao" que interpretan el merengue tradicional campesino de aquel país.
13. ↑  LEÓN, Argeliers, Del canto y del tiempo, Editorial Pueblo y Educación, Cuba. 4ª reimpresión, 1989.
14. ↑  El término "bantú" no hace referencia a una nacionalidad ni a una lengua particulares y los especialistas se inclinan más por considerar a los bantúes como un nutrido grupo humano culturalmente heterogéneo, pero con un origen lingüístico común. Está ampliamente diseminado en una extensa zona geográfica del África ecuatorial y subecuatorial y engloba un complejo agregado étnico, cuyas lenguas más habladas incluyen el kimbundu y el umbundu en Angola; el rundik, en Burundi; el fang y el bulu en Camerún; el kikuyu en Kenia; el ngamya en Malawi; el makua en Mozambique; el ngala y congo en la República del Congo y la República Democrática del Congo; el rwandés en Ruanda; zulú y xhosa en Sudáfrica, el swahili y sukuma en Tanzania, el ganda en Uganda, el bemba en Zambia y el shona en Zimbabwe. Los bantúes conforman, así, un grupo étnicamente muy diverso, distribuido en una extensa región del África y cuyo parentesco es más bien de naturaleza lingüística.
15. ↑  Folleto incluido en el disco "Antología integral del Son", EGREM, LD-286 y LD 287, La Habana, Cuba, 1987.
16. ↑  ÉVORA, Tony, Orígenes de la música cubana. Los amores de las cuerdas y el tambor, Alianza editorial, Madrid, España, 1997, p. 298.
17. ↑  ORTIZ, Fernando, La marímbula, p. 23.
18. ↑  De acuerdo con las entrevistas realizadas en este conjunto de islas por el investigador Jos Gansemans, viejos músicos isleños aseguran que la marímbula hizo su aparición en Aruba en el año 1922 y en la isla de Bonaire, en el periodo 1925-1930. A la primera, fue traída por los obreros agrícolas que regresaban de Cuba; a la segunda fue introducida por la población local que trabajaba como tripulación en los barcos que comerciaban con aquella isla. Por grabaciones realizadas en los años 1954 y 1962, así como por reportes de investigación correspondientes a los años setenta, se sabe que este instrumento se tocaba en la isla de Curazao en aquellos años, aunque actualmente ha desaparecido de los grupos musicales locales. GANSEMANS, Jos, "Le marimbula, un lamellophone africain aux Antilles Néerlandaises". En Cahiers de musique traditionnelles 2. Instrumental, Ateliers d'ethnomusicologie. Genève, Suisse, 1989.
19. ↑  Al hablar de la aparición de este género musical en Colombia con el arribo de los técnicos cubanos que laboraban en la industria del azúcar en la región de Palenque de San Basilio, José Valdez "Panamá", cantante y güirero del "Sexteto Tabalá", recuerda que "Los cubanos trajeron la música del Sexteto Habanero, de Miguelito Valdez. (.….) Y eran hombres muy alegres, tocaban todo el tiempo, tenían el arte del Son. Los palenqueros se entusiasmaron tanto con ese Son que luego ellos mismos hicieron su marímbula, sus bongos, sus maracas y crearon un grupo musical". (En SEXTETO TABALÁ, Folleto incluido en el CD "Colombie: Les rois du son palenquero", Buda Musique, France 1999).
20. ↑  MENDOZA, Emilio, "Folklore musical de Venezuela", Departamento de Ciencias Sociales, Universidad Simón Bolívar, 2000.
21. ↑  MAC MASTER, Merry, Recuerdos del Son, CONACULTA, Colección Periodismo Cultural, México, DF., primera edición 1995.
22. ↑  SISSON, Michael, "The Marimbula", 2000. Documento bajado de Internet.
23. ↑  Esta agrupación cubana fue fundada en el año 1924 y ya había realizado dos giras a Estados Unidos antes de viajar a México. Llegó por barco desde La Habana al puerto de Veracruz el 7 de marzo de 1928, y estaba formado por ocho integrantes: siete músicos (guitarra, tres, bongó, maracas, timbales, trompeta y marímbula) y un bailarín. En MAC MASTER, Merry, Recuerdos del Son, pág. 20.
24. ↑  La instauración de talleres (de ejecución de instrumentos, de zapateado, de versificación, entre otros muchos que también forman parte de la cultura jarocha) revolucionó la educación de los músicos tradicionales de Veracruz. Su adopción ha representado una eficaz estrategia de difusión del conocimiento ancestral. Antes, los jóvenes aprendían los secretos de la música de manera lenta y trabajosa, observando lo que hacían los músicos más experimentados. Hoy –y desde hace algunos años- se ha vuelto habitual que los aprendices se beneficien a sus anchas de la experiencia directa y personal de un músico iniciado asistiendo a esas células de aprendizaje que representan dichos talleres.
25. ↑  La escala diatónica de Do mayor corresponde a las teclas blancas del piano. Contiene siete notas por octava (Do-Re-Mi-Fa-Sol-La-Si) y su estructura no contiene, por ello, bemoles ni sostenidos.
26. ↑  Asumiendo que el Do central de un piano es el Do índice 5 (Do5), el fleje central (el más grave) de este Marimbol veracruzano correspondería al Do3, en tanto que su octava (el más agudo) equivaldría al Do4.
27. ↑  Habría que decir que algunos marimboleros prefieren situar la nota Re a la derecha del Do central, en lugar de a la izquierda, como yo lo propongo. En realidad, considero que ésta no debiera ser una decisión arbitraria ni dependiente del gusto de cada cual. Mi experiencia como ejecutante de este instrumento en el género del Son jarocho me ha demostrado que situar el Re a la izquierda de Do tiene una consecuencia práctica fundamental para esta música: los acordes de Do y Sol –los más usados en la interpretación del repertorio- quedan emplazados en la mitad derecha del teclado y, por ello, a cargo de la mano del mismo lado, disposición que evidentemente facilita al músico la tarea de pulsación de los flejes y mejora de manera notable el desempeño de la función rítmica (contratiempos, síncopas, etc.) por recaer, precisamente, en la "diestra", es decir, en la mano que la mayor parte de las personas utilizan más y, por ello, la que está mejor preparada para las funciones físicas que demandan una mayor precisión y rapidez en el movimiento.
28. ↑  El "lado derecho" o el "lado izquierdo" del teclado está determinado por la posición del músico al momento de tocar su instrumento, es decir, sentado sobre él o de pie, por detrás. Así, en un teclado piramidal de nueve flejes, las lengüetas que deberá pulsar su mano derecha serán los correspondientes a las notas Do, Mi, Sol, Si y Re'; en tanto que su mano izquierda pulsará las láminas de las notas Re, Fa, La y Do'.
29. ↑  La necesidad de tener fácilmente localizables los flejes que integran un acorde me ha obligado a ejecutar el marimbol utilizando, por un lado, las dos manos (una a cargo de la sección derecha y, la otra, de la izquierda del teclado) y, por otro, los tres dedos centrales de cada mano (el índice, el medio (o cordial) y el anular), de tal manera que es posible ejecutar fácilmente los arpegiados que requiere la técnica de ejecución de este instrumento. Esta manera de proceder me parece muy recomendable por cuanto permite aumentar la precisión al momento de pulsar las lengüetas, así como elevar la rapidez en la ejecución.
30. ↑  La aspiración de muchas modestas agrupaciones musicales por reemplazar la sencilla marímbula por un vistoso y caro contrabajo fue la causa de que en las islas anglófonas del Caribe se le conociera como "the poor's man bass".